# Plesiothrips pallidipennis
Plesiothrips pallidipennis är en insektsart som beskrevs av Ian A. Hood 1957. Plesiothrips pallidipennis ingår i släktet Plesiothrips och familjen smaltripsar. Inga underarter finns listade i Catalogue of Life.